# Малые Селки
 Малые Селки  — деревня в Тоншаевском муниципальном округе Нижегородской области.

## География
Деревня находится в северо-восточной части Нижегородской области, на расстоянии приблизительное 9 километров по прямой на восток от посёлка Тоншаево, административного центра района.

## Население
Постоянное население составляло 37 человека (мари 78 %) в 2002 году, 26 в 2010.

## История
До 2020 года деревня входила в состав сельского поселения Увийский сельсовет до его упразднения.